# Myrmarachne marshalli
Myrmarachne marshalli là một loài nhện trong họ Salticidae.
Loài này thuộc chi Myrmarachne. Myrmarachne marshalli được Elizabeth Maria Gifford Peckham & George William Peckham miêu tả năm 1903.